# Campeonato Asiático de Atletismo de 2011 - Salto com vara feminino
A prova do salto com vara feminino do Campeonato Asiático de Atletismo de 2011 foi disputada no dia 9 de julho de 2011 no Kobe Universiade Memorial Stadium em Kobe,  no Japão. 

## Recordes
Antes desta competição, os recordes mundiais e do campeonato nesta prova eram os seguintes:
|                       | Nome              | Nacionalidade | Altura  | Local       | Data                  |
| --------------------- | ----------------- | ------------- | ------- | ----------- | --------------------- |
| Recorde mundial       | Yelena Isinbayeva | Rússia        | 5m 06cm | Zurique     | 28 de agosto de 2009  |
| Recorde do campeonato | Gao Shuying       | China         | 4m 53cm | Incheon     | 2 de setembro de 2005 |
| Recorde asiático      | Gao Shuying       | China         | 4m 62cm | Nova Iorque | 2 de junho de 2007    |

## Medalhistas
| Ouro         | Prata         | Bronze             |
| Wu Sha (CHN) | Li Ling (CHN) | Choi Yun-hee (KOR) |

## Cronograma
Todos os horários são locais (UTC+9).
| Data       | Hora  | Evento |
| ---------- | ----- | ------ |
| 9 de julho | 16:00 | Final  |

## Final
A final da prova ocorreu dia 9 de julho às 16:00. 
| Posição           | Atleta       | Nacionalidade | 3.60 | 3.75 | 3.90 | 4.00 | 4.10 | 4.20 | 4.30 | 4.35 | 4.40 | Resultados | Notas |
| ----------------- | ------------ | ------------- | ---- | ---- | ---- | ---- | ---- | ---- | ---- | ---- | ---- | ---------- | ----- |
| Medalha de ouro   | Wu Sha       | China         | –    | –    | –    | xo   | –    | xo   | o    | o    | xxx  | 4.35       |       |
| Medalha de prata  | Li Ling      | China         | –    | –    | –    | o    | –    | xxo  | xo   | –    | xxx  | 4.30       |       |
| Medalha de bronze | Choi Yun-hee | Coreia do Sul | –    | –    | –    | o    | –    | xxx  |      |      |      | 4.00       |       |
| 4                 | Olga Lapina  | Cazaquistão   | –    | o    | xo   | xo   | xxx  |      |      |      |      | 4.00       |       |
| 5                 | Miho Imano   | Japão         | o    | xo   | xxx  |      |      |      |      |      |      | 3.75       |       |
| 6                 | Tomomi Abiko | Japão         | –    | –    | –    | xx–  | –    | x    |      |      |      | NM         |       |
| 6                 | Rachel Yang  | Singapura     | xxx  |      |      |      |      |      |      |      |      | NM         |       |

Legenda
| Recorde mundial       | Recorde mundial (World record)               |                       | Recorde africano                      | Recorde africano (African) |                                           | Q | Classificado por posição (Qualified) |
| Recorde do campeonato | Recorde do campeonato (Championship record)  | Recorde da América    | Recorde da América (Americas)         | q                          | Classificado por melhor tempo (Qualified) |   |                                      |
| Melhor marca do ano   | Melhor marca do ano (World leading)          | Recorde asiático      | Recorde asiático (Asian)              | DNS                        | Não largou (Did not start)                |   |                                      |
| Recorde nacional      | Recorde nacional (National record)           | Recorde europeu       | Recorde europeu (European)            | DNF                        | Não terminou (Did not finish)             |   |                                      |
| Recorde pessoal       | Recorde pessoal do atleta (Personal best)    | Recorde da Oceania    | Recorde da Oceania (Oceania)          | DSQ / DQ                   | Desclassificado (Disqualified)            |   |                                      |
| Recorde da temporada  | Recorde da temporada do atleta (Season best) | Recorde sul-americano | Recorde sul-americano (South America) | NM                         | Sem marca (No mark)                       |   |                                      |